# Drevna velika loža Engleske
Velika loža najstarijeg i najčasnijeg bratstva slobodnih i prihvaćenih zidara (engl. Grand Lodge of the Most Ancient and Honourable Fraternity of Free and Accepted Masons), danas poznata kao Drevna velika loža Engleske (Antient Grand Lodge of England) bila je slobodnozidarska velika loža u Engleskoj i konkurent prvoj Velikoj loži Engleske. Djelovala je od 1751. do 1813. godine kada je formirana Ujedinjena velika loža Engleske ujedinjenjem ove dvije velike lože u Londonu.
Danas su poznati kao "Drevni" (Antients), za razliku od "Modernih", što je naziv koji su im nadjenuli kritičari — posebno Laurence Dermott — smatrajući da su "Moderni" odstupili od izvornih obreda koji su se i dalje čuvali u Škotskoj, Irskoj i sada već kod Antienta. Ova Velika loža često se i neformalno naziva "Athollovom Velikom ložom" (Atholl Grand Lodge), jer su tijekom polovice njezina 62-godišnjeg postojanja na njezinom čelu bili treći i četvrti vojvoda od Atholla.
"Drevni" su nastali na vjerskim i društvenim napetostima sličnima onima koje su omogućile uspjeh metodizma u osporavanju autoriteta Engleske crkve. Za razliku od elitistički nastrojene, gradske i whigovske prve Velike lože Engleske (tj. "Moderni"), "Drevni" su gradili jače veze s Velikom ložom Škotske i  Velikom ložom Irske te aktivno privlačili članstvo iz nižih slojeva u engleskim grofovijama. Dok su "Moderni" predstavljali racionalistički duh prosvjetiteljstva, "Drevni" su se sve više povezivali s antiprosvjetiteljskim i tradicionalističkim tendencijama.
Zanimljivo je da ova Velika loža nikada službeno nije pisala riječ Antient s "t", no taj je oblik prihvaćen kod "Modernih" i zadržao se sve do danas u Ujedinjenoj velikoj loži Engleske. Dodatnu zabunu izazivala je i njihova vlastita dokumentacija — na njihovim pečatima stajao je naziv Velika loža u Londonu slobodnih i prihvaćenih zidara po starim ustanovama (Grand Lodge in London of Free and Accepted Masons According to the Old Institution(s)), dok su se u majstorskim certifikatima nazivali Velika loža slobodnih i prihvaćenih zidara Engleske po starim konstitucijama (Grand Lodge of Free and Accepted Masons of England according to the Old Constitutions).

## Povijest
Oko 1721. godine Velika loža Londona i Westminstera, osnovana 1717. godine, počela se širiti prema ostatku Engleske, Walesa i prekomorskim područjima, promovirajući se ambiciozno i sustavno – što nije uvijek nailazilo na odobravanje ostalih slobodnih zidara. Napustili su stare običaje crtanja lože kredom (koji bi se kasnije brisali vodom i brisačem) i umjesto toga uveli korištenje trake i prijenosnih metalnih slova. Godine 1735. odbili su dopustiti pristup starješini i nadzornicima jedne irske lože koji su tvrdili da dolaze kao izaslanici baruna Kingstona, tadašnjeg velikog majstora Velike lože Irske i bivšeg velikog majstora engleske Velike lože. Englezi su im ponudili pristup pod uvjetom da prihvate englesku konstituciju, što su Irci odbili.
Tijekom 1730-ih, engleska Velika loža mijenjala je svoje rituale kako bi ostala korak ispred objava koje su otkrivale masonske tajne. U isto vrijeme, London je primao velik broj ekonomskih migranata iz Irske. Mnogi od njih već su bili slobodni zidari, ali su odbacili izmjene koje je uvodila engleska Velika loža, pa su osnovali vlastite lože ili se priključili jednoj od brojnih neovisnih loža u glavnom gradu. Godine 1751., pet takvih loža, uz šestu netom osnovanu, ujedinilo se u novu neovisnu Veliku ložu, koja je brzo postala krovna organizacija za ostale neovisne lože u Engleskoj.
Taj uspjeh velikim je dijelom zasluga energije, britkosti i tvrdoglave odlučnosti Laurencea Dermotta, koji je postao drugi veliki tajnik te organizacije. Većinu onoga što danas znamo o njemu saznajemo iz zapisnika Velike lože i njegove knjige konstitucija. Veliki odbor sastajao se prve srijede svakog mjeseca, a 5. veljače 1752. Dermott je naslijedio Johna Morgana kao veliki tajnik. Već sljedeći mjesec obračunao se s tzv. "slobodnim zidarima za janjeću koljenicu" – dvojicom muškaraca koji su za cijenu janjećeg pečenja inicirali članove u Kraljevski luk, iako nisu imali nikakvo stvarno znanje o tom stupnju. Čak su tvrdili da podučavaju masonsku tehniku nevidljivosti. U travnju je Dermott uvjerio slobodne zidare da zamijene Morganove pravilnike pravilima vlastite lože iz Dublina. U lipnju je osobno postavio nove velike dužnosnike. Velika loža se, kako je bilo uobičajeno, sastala i 2. rujna, a Dermott je održao predavanje o ritualima. No, zbog prijelaza s julijanskog na gregorijanski kalendar te godine, sljedeći dan bio je 14. rujna, čime je "izgubljeno" 11 dana. Prava sjednica lože održana je na "izvanrednom" sastanku 14. rujna – pa su obje datacije unesene u zapisnik.
Dermott je bratstvu predstavio konstituciju pod čudnovatim naslovom:
Ahiman Rezon, ili Pomoć bratu. Temeljila se na irskim konstitucijama Spratta, koje su pak bile nadahnute Andersonovim Konstitucijama. Umjesto povijesnog uvoda, Dermott je napisao satiričnu priču o vlastitom pokušaju da napiše bolju povijest koja bi pratila slobodno zidarstvo unatrag sve do vremena prije Stvaranja. Prvo izdanje iz 1756. vjerojatno je bilo odgođeno dok bratstvo ne pronađe plemića spremnog preuzeti dužnost velikog majstora. Taj se naposljetku pojavio u liku grofa od Blessingtona, bivšeg velikog majstora Velike lože Irske. Drugo izdanje, iz 1764., otvoreno uspoređuje prakse nove Velike lože s onima "Modernih". Još od 1720-ih prva Velika loža Engleske nazivana je "Modernima", naziv koji se zadržao do danas. Dermottov prikaz "Modernih" bio je oštar, satiričan i pun poruge, a svako novo izdanje knjige dodatno je ismijavalo društvo koje je, prema njegovim riječima, odstupilo od "drevnih međaša" i čiji su glavni masonski simboli postali nož i vilica. Nakon Dermottove smrti 1791., urednici Ahiman Rezona postupno su izbacivali uvredljive dijelove.
Unatoč podjelama, knjiga je bila popularna, a "Drevni" su cvjetali. Priznale su ih velike lože Irske i Škotske, koje su i dalje s nepovjerenjem gledale na novotarije "Modernih". Najniža točka u odnosima dviju velikih loža bila je 1770-ih, kada je William Preston, tadašnji pomoćnik velikog tajnika prve Velike lože Engleske, pokušao narušiti odnose između "Drevnih" i Velike lože Škotske.
Nakon Dermottove smrti, obje su velike lože polako počele razmatrati mogućnost ujedinjenja. Potreba za jedinstvom dodatno je naglašena tijekom Napoleonskih ratova, kada su vođe "Drevni", "Modernih" i Velike lože Škotske zajednički djelovali kako bi spriječili zabranu svojih loža. Proces stvarnog ujedinjenja započeo je tek 1811., kada su "Moderni", tj. prva Velika loža Engleske, administrativno započeli vraćanje svojih obreda u oblik koji bi bio prihvatljiv ostalim britanskim velikim ložama.
Konačno ujedinjenje odvilo se pod vodstvom dvojice sinova brtinaskog kralja Đure III., vojvode od Sussexa velikog majstora "Modernih" te vojvode od Kenta velikog majstora "Drevnih". Vojvoda od Kenta je već ranije u Kanadi proveo ujedinjenje tako što je ukinuo "Moderne" i njihove lože spojio s ložama "Drevnih". Nova velika loža – Ujedinjena velika loža Engleske – osnovana na blagdan svetog Ivana Evanđelista, 27. prosinca 1813. godine, zadržala je organizacijsku strukturu "Modernih", ali je usvojila obred "Drevnih".

### Oživljavanje u Lancashireu
Godine 1823., zbog lošeg rješavanja pritužbi nekolicine slobodnih zidara iz Lancashirea, došlo je do pokušaja obnove "Drevnih", što je kasnije postalo poznato kao Velika loža Wigana (Wigan Grand Lodge).
Nepovjerenje prema novoj Ujedinjenoj velikoj loži Engleske već je bilo prisutno, osobito nakon sastanka pokrajinske velike lože u Manchesteru 1818., kada se zatražilo da se Konstitucija izmijeni tako da propisuje da loža mora vratiti svoju osnivačku povelju ako broj članova padne ispod 7, umjesto dotadašnjih 5. Dodatna zabrinutost javila se kada je nekoliko slobodnih zidara u Bathu obaviješteno da "nije poželjno da broj kapitela Kraljevskog luka u nekom mjestu bude jednak broju loža". Taj nizak minimalni broj članova značio je da je loža mogla djelovati bez đakona, što je bilo u skladu s obredom "Modernih", a "Drevni" su Kraljevski luk smatrali četvrtim stupnjem, pa su držali da je svaka loža dužna osnovati i vlastiti kapitel. Ova pitanja, potaknuta strahom da se na mala vrata vraćaju ili čak nameću modernističke prakse u nekadašnje velike lože "Drevnih", bila su zanemarena od strane Ujedinjene velike lože Engleske. To je dovelo do oštrije prosvjedne note 1820., no kako nadležna pokrajinska velika loža nije uspjela obuzdati sve veće nezadovoljstvo, 1822. godine, 34 člana koji su potpisali posljednji dokument bili su suspendirani, a jedna loža u Liverpoolu izbrisana je iz registra.
Iako se većina pobunjenika kasnije vratila u redove Ujedinjene velike lože Engleske ili potpuno napustila slobodno zidarstvo, strogi postupci prema njima izazvali su solidarnost drugih loža na sjeverozapadu Engleske. Kao odgovor, u Liverpoolu je 1823. osnovana nova velika loža pod nazivom Velika loža slobodnih i prihvaćenih zidara Engleske po starim konstitucijama (Grand Lodge of Free and Accepted Masons of England according to the Old Constitutions). Od 1825. sastajali su se isključivo u Wiganu, te se zbog toga njihova organizacija često naziva Velika loža Wigana. Kako je s vremenom izvorni sukob pao u zaborav, njihovih dvanaestak loža postupno je ponovno prihvaćeno u Ujedinjenu veliku ložu Engleske, iako je posljednja loža to učinila tek 1913. godine. Velika loža Wigana prestala je djelovati kao velika loža 1866. godine.

## Ustroj

### Uprava
Velikom ložom je upravljao veliki majstor (eng. Grand Master) koji se birao na jednogodišnje razdoblje. Veliki majstori bili su:
1. Robert Turner (1753.)
2. Edward Vaughan (1754. – 1756.)
3. William Stewart, I. grof od Blessingtona (1756. – 1760.) – prethodno veliki majstor Velike lože Irske, od 1738. do 1740. godine.
4. Thomas Erskine, VI. grof od Kellie (1760. – 1766.) – također i veliki majstor Velike lože Škotske, od 1763. do 1765. godine.
5. Thomas Mathew (1766. – 1770.)
6. John Murray, III. vojvoda od Atholla (1771. – 1774.) – također i veliki majstor Velike lože Škotske, od 1773. do 1774. godine.
7. John Murray, IV. vojvoda od Atholla (1775. – 1781.) – također i veliki majstor Velike lože Škotske, od 1778. do 1780. godine.
8. Randal MacDonnell, VI. grof od Antrima (1783. – 1791.)
9. John Murray, IV. vojvoda od Atholla (1791. – 1812.) – drugi put.
10. princ Edward, vojvoda od Kenta i Strathearna (1813.)